# Funambulus tristriatus
Funambulus tristriatus — вид гризунів родини Sciuridae, ендемічний Західних Гат в Індії. 

## Середовище
Зустрічається на висотах від 700 до 2100 м над рівнем моря та широко розповсюджений у гірських хребтах. Зустрічається у тропічних вічнозелених лісах, вологих листяних лісах, на плантаціях та пасовищах. Зустрічається на чайних, кардамонових та кавових плантаціях.

## Особливості
F. tristriatus досягає довжини голови й тулуба приблизно від 15,8 до 19,0 см і важить близько 140 грамів, що робить її найбільшим видом роду. Хвіст виростає до 13,9–14,5 см завдовжки, що робить його трохи коротшим за решту тіла. Зверху тварини темно-коричневі з трьома блідими смугами на спині. Низ світлий, а хвіст має червону центральну лінію.

## Спосіб життя
Це денний та напівдеревний вид. Вид розмножується цілий рік, середній розмір виводку становить 2,6 потомства. Період генерації становить близько 3 років. Гнізда круглі та мають діаметр близько 22 сантиметрів. Вони будуються на деревах на висоті від 2 до приблизно 30 метрів, але зазвичай нижче 10 метрів і в середньому на висоті близько 5 метрів. Тварини харчуються частинами рослин та безхребетними, такими як терміти, жуки та багатоніжки. У сільськогосподарських районах вони іноді харчуються сільськогосподарськими культурами, поїдаючи, наприклад, чоловічі квіти кокосових пальм та рису.